# Meziad, Bihor
Meziad este un sat în comuna Remetea din județul Bihor, Crișana, România.

## Denominație și datare documentară
1552 Mezgedt, 1600 Also-Meszes, 1692 Mizgib, 1828 Meziád, 1851 Mezőfalva.

## Personalități locale
Teodor Cornea (n. 1877, Meziad, județul Bihor – d. 1933, Meziad, județul Bihor) a fost un deputat în Marea Adunare Națională de la Alba Iulia,  la 1 decembrie 1918. Primar timp de 20 de ani, ctitor de școală și biserică în satul Meziad, participant activ la 1 decembrie 1918 la Marea Adunare Națională de la Alba Iulia, delegat ales al cercului electoral Beiuș-Vașcău. A fost unul dintre cei 1228 de delegați oficiali reprezentând 130 de cercuri electorale din comitatele românești.

## Obiective turistice
- Rezervația naturală Peștera Meziad (0,1 ha).